# Mordella meridionalis
Mordella meridionalis es una especie de coleóptero de la familia Mordellidae.

## Distribución geográfica
Habita en Europa y el Magreb.